# 百年戦争
百年戦争（ひゃくねんせんそう、英語: Hundred Years' War、フランス語: Guerre de Cent Ans）は、イングランド王家（プランタジネット朝およびランカスター朝）がギュイエンヌなどフランス国内に有する所領の宗主権対立やフランス王国の王位継承争い、戦争後半ではブルゴーニュ公をはじめとする英仏諸侯の権力抗争などを背景として、フランス王家（ヴァロワ朝）とイングランド王家を中心に、スコットランド王国やカスティーリャ王国などの周辺諸国、さらにローマ教皇をも巻き込み、通説では1337年から1453年まで続いた戦争である。

## 概要

百年戦争の変遷
フランス支配地域
イングランド支配地域
ブルゴーニュ支配地域

1154年以来イングランド王家であるプランタジネット家（アンジュー家）は、フランス王国の一領主でもあり、ギュイエンヌほかの宗主権を巡り歴代フランス王と対立を続けていた。
フランスで1328年にカペー朝が断絶すると、傍系ヴァロワ家のフィリップ6世が即位。これに対し、フランス王女を母に持つイングランド王エドワード3世が、1337年にフランス王位を請求し開戦となった。イングランドはクレシーの戦い（1346年）とポワティエの戦い（1356年）で大勝。ポワティエの戦いでフランス王ジャン2世が捕虜となった後、1360年に締結されたブレティニー条約で、エドワード3世はフランス王位請求権を放棄する代わりにフランス西部に広大な所領を得た。
その後、シャルル5世が大半の領土を奪回（再征服戦争）。1396年には28年間の和平を結んだが、フランスではシャルル6世が精神疾患に陥る中、有力貴族のアルマニャック派とブルゴーニュ派が内部抗争を繰り広げる。また、イングランドでもヘンリー4世の王位簒奪によりランカスター朝が誕生した。ヘンリー5世はフランス国内の混乱に乗じて戦争を再開し、1415年のアジャンクールの戦いで大勝。そして1420年のトロワ条約でイングランド王家がフランス王位を継承することが定められた（イングランド・フランス二重王国）。
しかし、1429年のオルレアン包囲戦での勝利とシャルル7世の戴冠を契機とした戦局の転換、1435年のシャルル7世とブルゴーニュ公の同盟成立（アラスの和約）によってフランスが優位に立つ。最終的には1450年のノルマンディー喪失、1453年のボルドー陥落により、イングランドはカレーを除く大陸領土を失い、フランスの勝利に終わった。
なお戦争の期間については諸説ある。また、「百年戦争」という名称は18世紀ないし19世紀に用いられ始めたが、歴史家の間ではその名称について議論がある。

## 名称と期間
「百年戦争」という名称が使用されるようになったのは18世紀末以降のこととされる。ただし、戦争当時のフランスの政論家は1328年に戦争が始まったとして、その中の一人、シャルル6世の書記官であったジャン・ド・モントルイユは英仏の敵対関係が100年以上も続いていると記し、16世紀のイタリアの歴史家ボリドア・ヴァージルは「いわば永遠の戦争」と述べていた。ウィリアム・シェイクスピアの史劇『ヘンリー五世』では、1420年のトロワ条約締結で終了したと描かれている。また、戦争が1337年に始まったとしたのは、1643年に出されたフランソワ・ド・メズレ『フランス史』が最初であるとされ、メズレは160年間戦争が続いたと考えていた。
「百年戦争」の初出はスイスの歴史家ヨハネス・フォン・ミュラーが1786年に出版した『スイス史』で「ヴァロア家に対するイングランド諸王の百年戦争」と書いたのが初出とみられ、そして1823年にパリで発行されたクリザント・デミシャル『中世史年代記図表』でも用いられる、1869年にはエドワード・オーガスタス・フリーマンがイギリスの歴史家に「百年戦争」の用語を勧めている。『ブリタニカ百科事典』では1874年に初めて独立項目となった。
しかし歴史学者の間では「百年戦争」と呼ぶことについて議論がある。その理由として、フランス王位継承戦争と位置付けることは誤解を招き、また、この時期を一つの塊と見ることを疑問視している。そして英仏の対立はもっと過去に遡り、かつ長期にわたるもので、戦争そのものも複数の段階に分かれているとの主張がある。
戦争の期間についても、一般的に百年戦争は1337年のエドワード3世によるフランス王位請求に始まり、1453年に終結したとされるが、それ以前から英仏の対立が続いていた。このことから、百年戦争の起源をジョン王時代のアンジュー帝国崩壊とするもの、さらに遡ってノルマンディ公ギヨームのイングランド征服（ノルマン・コンクエスト）に求める見解もある。また、戦争終結も、1453年に正式な休戦・平和条約が結ばれなかったことから、1475年のピキニー休戦条約や1492年のエタープル平和条約とする説もある。

## 開戦の背景
城戸毅によれば、日本の概説書や教科書ではエドワード3世のフランス王位請求およびフランドルにおける対立が百年戦争の原因であるとされてきたが、欧米においては全く孤立した説である。なお城戸はフランドルやスコットランドは英仏にとって単なる駒でしかなく、フランス王位請求やフランドルの問題は、開戦原因というよりエドワード3世が戦争を進める上での戦術であった、としている。

### ギュイエンヌほかにおける宗主権

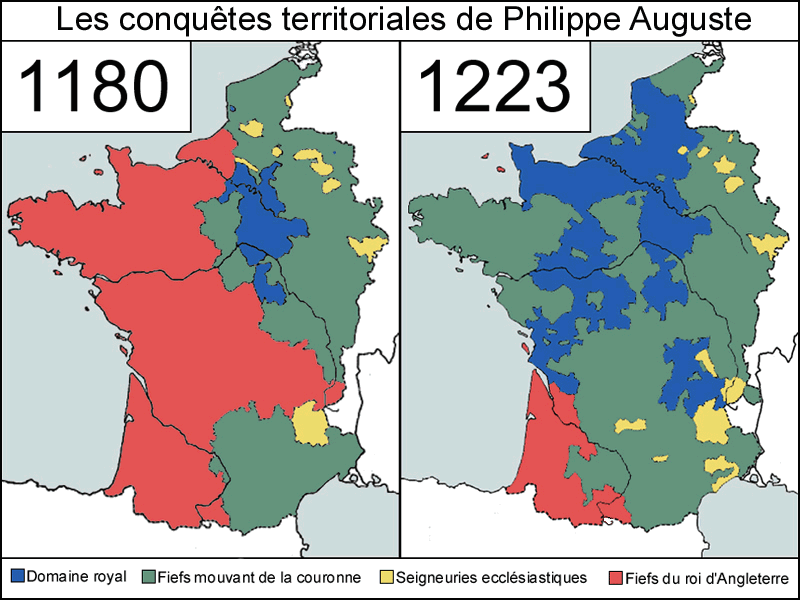
1180年と1223年のフランスにおけるプランタジネット家の所領（赤）とフランス王領（青）、諸侯領（緑）、教会領（黄）

1154年にイングランド王位を継いだプランタジネット朝の始祖ヘンリー2世（アンジュー伯アンリ）は、両親から相続したアンジュー伯領やノルマンディー公領等のほか、1152年に結婚したアリエノール・ダキテーヌが領するフランス南西部を合わせて、フランス王領をはるかに上回る広大な領国（いわゆる「アンジュー帝国」）を築いた。
ヘンリー2世の四男ジョンは、イザベラ・オブ・アングレームとの結婚を巡る訴訟からフランス王フィリップ2世の攻撃を招き、1202年にプランタジネット家領の没収を宣言された。大陸ではジョンから離反する諸侯が増え、ノルマンディー、アンジュー、トゥーレーヌがフランス軍に占領される。さらに1204年にアリエノールが死去するとフランスの諸侯がジョンを見限り、アキテーヌの北半分も失った。1214年にジョンは失地回復のためポワトゥーへ遠征したが、同盟する神聖ローマ皇帝オットー4世がブーヴィーヌの戦いでフランス軍に敗北したため、撤退を余儀なくされた。さらに反ジョン貴族やスコットランド王などの支持を受けて、イングランド王位を狙うフランス王太子ルイ（後のルイ9世）がグレートブリテン島に攻め込む事態に至る（第一次バロン戦争）。1216年にジョンが死ぬとイングランドの元老やローマ教皇らが幼少のヘンリー3世を即位させ、ルイは1217年に撤退した。
その後、ヘンリー3世はルイ9世が主導する十字軍への参加を契機に、英仏関係を安定させてギュイエンヌへのフランス王家の進出を防ごうとした。この結果、1259年にルイ9世とヘンリー3世の間でパリ条約が締結された。同条約では、ヘンリー3世がノルマンディーやアンジューなどフランス北西部の領有権を放棄する一方、ギュイエンヌ公として封土を認められた。しかしフランス王に対し封建的義務を負うこととなったため、フランス王がイングランド王に対して政治・外交面で優位に立つことが可能となった。このパリ条約が後の英仏対立に繋がったとの見解は多い。
1294年には英仏の船乗りの紛争を発端にイングランドとバイヨンヌの船隊がラ・ロシェルを襲撃し、ガスコーニュ戦争が勃発する。フランスはボルドーを含むガスコーニュの大部分を占領したが、その後膠着状態となり、ローマ教皇ボニファティウス8世が調停に乗り出した。このときエドワード1世は、ガスコーニュは神から与えられた土地であるとしてフランス王の宗主権を否定する主張を行っている。ガスコーニュ戦争は1303年にパリ条約を締結し終結。同条約では、フランスが占領したガスコーニュ領の返還、イングランド国王代理によるフランス王への臣従礼、王太子エドワード（後のエドワード2世）とフィリップ4世の娘イザベルの結婚が定められた。なお、この結婚は後に彼らの息子エドワード3世がフランス王位を請求する根拠となる。
1324年には、アジュネ地方におけるフランス王家とプランタジネット家および地元領主の対立が原因で、サン＝サルドス戦争が起こった。シャルル4世は同年7月1日にギュイエンヌ公領の没収を宣言。翌年締結した和平条約でエドワード2世が臣従礼を行えばギュイエンヌを返還すると定められたが、エドワード2世は行わなかった。その後、廃位されたエドワード2世の跡を継いだエドワード3世が、1327年に賠償金を支払うなどの条件で領土返還を受けた。

### フランス王位継承
987年のユーグ・カペー即位以来続いてきたカペー朝は、1328年2月1日、シャルル4世が男子継承者のないまま死去し断絶する。シャルル4世死去時には王妃ジャンヌ・デヴルーが妊娠中であり、その子の誕生を待ったが、同年4月1日に生まれたのは女子であったため、重臣会議によりシャルル4世の従兄で摂政のヴァロワ伯フィリップ（フィリップ6世）が国王に選出された。
フィリップ6世の即位に対してイングランド王エドワード3世は、母（シャルル4世の妹イザベル）の血統により王位継承権があると主張し特使を派遣したが、フランス諸侯や法学者らを説得することはできなかった。1329年6月6日、アミアンでエドワード3世はフィリップ6世に対しギュイエンヌ公として臣従礼を行ったが、王に身を委ねる優先的臣従礼（托身礼）を拒み、宣誓だけに留めようとした。しかし優先的臣従礼は1259年のパリ条約で定められたものであり、エドワード3世は1331年4月になってアミアンでの臣従礼が優先的臣従礼であったことを認めた。
- フィリップ6世
- エドワード3世
- エドワード3世の紋章。イングランドのライオンとフランスのフルール・ド・リスを配している。

### フランドル
フランドルは12世紀にイングランド産羊毛の加工と輸出により富を蓄え、ヘントやブルッヘなどの都市が政治力を持つようになった。
13世紀末、フランドルの王領化を目指すフランス王フィリップ4世に対抗するため、フランドル伯ギーは1297年にイングランド王エドワード1世と同盟した。しかしフランスがコルトレイクやブルッヘを占領すると、英仏両国はフランドル伯抜きで講和。フランドル伯ギーは降伏を余儀なくされ、1300年にフランドルはフランス王領へ併合された。フランドル諸都市の反乱軍は1302年の金拍車の戦いでフランス軍に勝利するが、諸都市の勢力拡大を恐れたフランドル伯ロベール3世がフランス側に転じる。そして1305年のアティス＝シュル＝オルジュ条約で莫大な賠償金を課せられたフランドル諸都市は、不満を蓄積させていった。
その後、1322年に親仏のルイ1世（ルイ・ド・ヌヴェール）がフランドル伯になると、農村一揆に諸都市が加わった大反乱が起きる。ルイ1世はフランスへ逃れた後、フィリップ6世の支援を受けて1328年にカッセルの戦いで勝利し反乱を鎮圧した。これによりフランドル伯のフランス依存が強まる一方、市民との溝が深まっていく。そして英仏王家の緊張が高まる中、エドワード3世はフランドル諸都市を揺さぶるため1336年にフランドルの資産を差し押さえたうえ、羊毛輸出を禁止した。このため原料をイングランドからの輸入に頼るフランドルの毛織物産業は大きな打撃を受け、フランス王を支持するフランドル伯との対立が高まる。1337年にヤコブ・ヴァン・アルテベルデを指導者としてヘントで勃発した反乱は次第に拡大し、1339年12月にはフランドル伯がフランスへ亡命する事態に至った。

### スコットランドとロベール・ダルトワ
12世紀から13世紀にかけて、スコットランド王はイングランド北部に、イングランド王の封臣として所領を有していた。1290年にスコットランド王家が断絶すると、イングランド王エドワード1世はスコットランド併合を目論み介入を進めた。これに対してスコットランドは1295年にフランスと同盟を締結（古い同盟）。ロバート・ブルース（ロバート1世）率いるスコットランドは1314年にバノックバーンの戦いで大勝し、1328年のエディンバラ＝ノーサンプトン条約で独立を勝ち取った。
しかし1329年にロバート1世が死去し、5歳の息子デイヴィッド2世が跡を継ぐと、エドワード3世はスコットランドへ侵攻する。傀儡のエドワード・ベイリャルをスコットランド王に擁立し、1333年のハリドンヒルの戦いで反ベイリャル派に勝利。デイヴィッド2世は1334年5月にフランスへ亡命した。
他方フランスからは、アルトワ伯領の相続争いで殺人と文書偽造の容疑をかけられ、国外追放および財産没収を宣告されていたロベール・ダルトワがイングランドに亡命した。そしてジャン・フロワサールの『年代記』によれば、ロベール・ダルトワがエドワード3世にフランス王位請求を唆したとされる。

## 戦争の経過

百年戦争序盤の情勢
主な戦い
エドワード3世の騎行(1339年)
エドワード3世の騎行(1346年)
黒太子の騎行(1355年)
ランカスター公の騎行(1356年)
黒太子の騎行(1356年)
ランス戦役(1359年-1360年)

### 開戦（1337年）
フィリップ6世は即位以来、十字軍遠征を企図していた。しかし、ローマ教皇ベネディクトゥス12世は各地の政情不安や諸国の対立などから弱気になり、1336年3月に十字軍の延期を宣言する。これを受けて、同年夏にフィリップ6世は十字軍のためマルセイユに集結した艦隊をノルマンディーに回航させた。そしてグレートブリテン島のオーフォードやワイト島を海上から襲撃する。これにスコットランドも呼応し、対イングランド戦の準備と思われても当然の行為であった。
1337年5月、エドワード3世はフィリップ6世に、スコットランド支持の停止やロベール・ダルトワの安全な帰国、ギュイエンヌ領有に関する問題解決を要求した。対してフィリップ6世は5月24日、エドワード3世の出頭拒否を理由にギュイエンヌ公領とポンテュー伯領の没収を宣言。エドワード3世も8月26日に神聖ローマ皇帝ルートヴィヒ4世へ送った手紙で「現在フランス王として振る舞っているフィリップ」と書き、対仏軍事同盟を呼びかける。さらにエドワード3世は10月7日、ウェストミンスター寺院で臣従礼の撤回とフランス王位の要求を宣言し、11月にフィリップ6世へ挑戦状を送り付けた。

### エドワード3世の攻勢

#### エドワード3世のフランス王即位宣言（1340年）

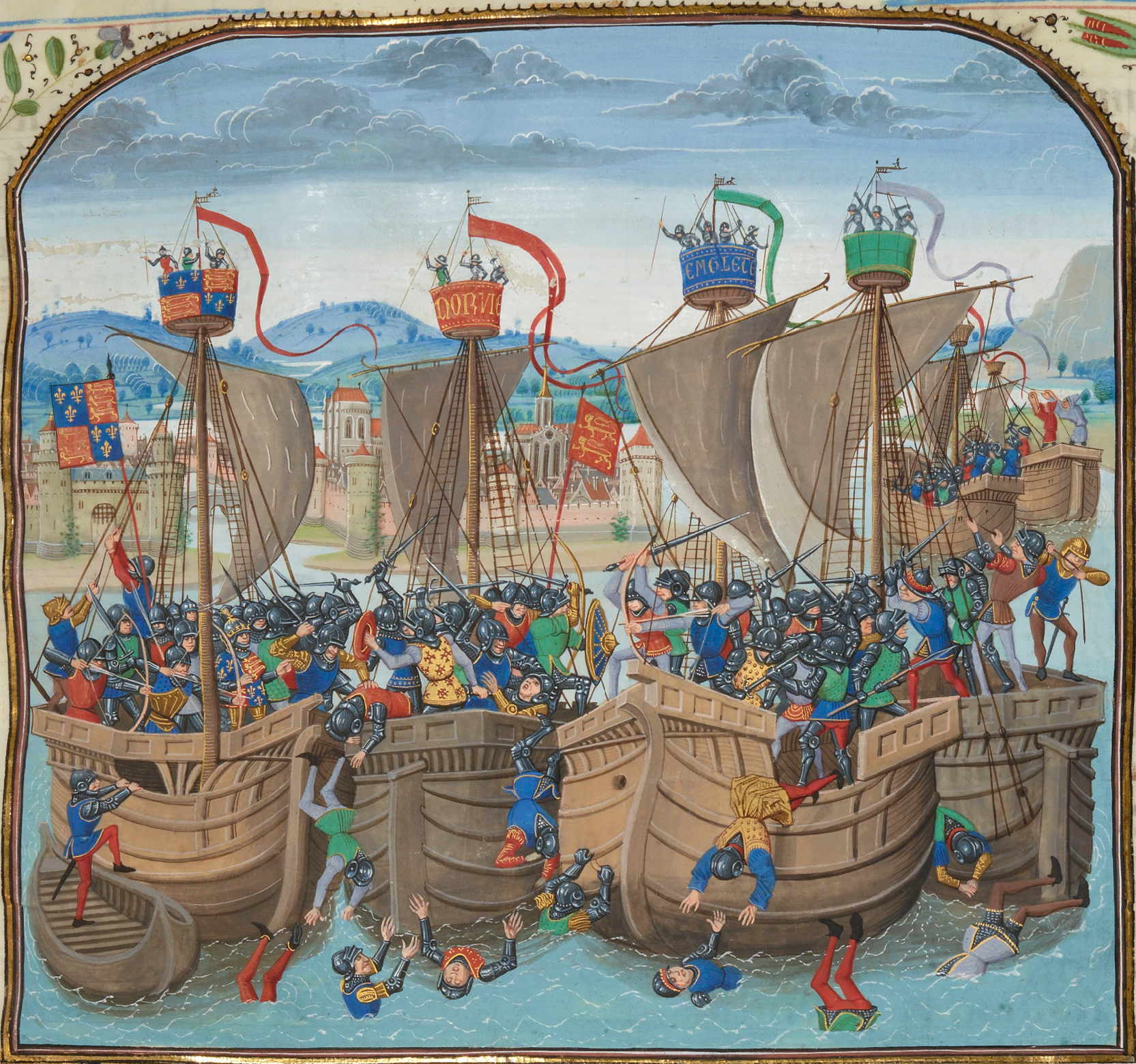
スロイスの海戦

百年戦争の実際の戦闘はフランス側の攻撃により始まった。フランスは、ジェノヴァのガレー船を主力とする艦隊を編成し、1338年3月24日にポーツマスを海上から襲撃したほか、9月8日にはガーンジー島を占領し1345年まで支配した。さらに10月5日にはサウザンプトンも襲撃。これに対抗してイングランドも1339年8月に小規模ながらノルマンディーのル・トレポールを襲撃した。
エドワード3世は議会に課税を承認させ、フィレンツェの銀行家からの借入などで軍資金を得ると、1338年7月に低地地方に上陸。フィリップ6世も軍旗オリフラムを掲げて低地地方へ向かった。しかし教皇庁が戦闘回避を勧めたことや最良の状態で戦いたい両軍の思惑から、1339年秋まで戦闘が行われずに過ぎる。この間、エドワード3世は1338年9月5日にコブレンツで神聖ローマ皇帝ルートヴィヒ4世と会見し、皇帝への資金援助の見返りにライン川左岸における帝国代理職（vicar of the Empire）に任じられる。そしてエドワード3世は1339年12月にフランドル諸都市と同盟を締結し、翌1340年2月6日、ヘントでフランス王即位を宣言した。
その後、エドワード3世はロンドンに戻るとフランス王即位宣言に疑問を持つ議会を説得し、6月22日、軍を率いて再び低地地方へ向かった。これに対しフランスはスロイス沖でイングランド艦隊を待ち受けたが、6月24日のスロイスの海戦で大敗した。
上陸したエドワード3世はトゥルネーを包囲するが失敗。イングランドでの徴税が民衆の抵抗のため進まず軍資金が尽きたため、9月25日に2年間のエスプレシャン休戦協定を締結した。フィリップ6世は休戦期間中の1341年4月に神聖ローマ皇帝ルートヴィヒ4世と和解し、エドワード3世の帝国代理職を取り消させた。

#### ブルターニュ継承戦争（1341年-1365年）
ブルターニュは地理的にグレートブリテン島から近く、12世紀以来ブルターニュ公がリッチモンド伯としてイングランドに所領を持つなど、ギュイエンヌとの海上交通路を確保したいイングランドと伝統的に親密な関係にあった。
1341年4月30日、ブルターニュ公ジャン3世が子供を残さずに死去する。ブルターニュ公の継承をめぐり、ジャン3世の異母弟であるモンフォール伯ジャンと、姪であるパンティエーヴル女伯ジャンヌの夫シャルル・ド・ブロワの間で争いが発生した。モンフォール伯がナントやレンヌなどブルターニュ半島の主要都市を押さえると、シャルル・ド・ブロワは叔父のフィリップ6世を頼り、パリ高等法院はシャルル・ド・ブロワをブルターニュ公とする判決を下した。これに不服なモンフォール伯はイングランドに渡り、エドワード3世に忠誠を誓った。モンフォール伯は1341年11月にフランス軍に捕らえられるが、フランス軍のブルターニュ攻略はモンフォール伯妃ジャンヌ・ド・フランドルの抵抗に遭う。そしてモンフォール伯は1342年10月にイングランドと軍事同盟を締結。エドワード3世はブルターニュ公領内に部隊を駐屯させる権利を獲得し、大陸に新たな拠点を築いた。なおモンフォール伯は1345年に死去するが、息子ジャン（後のブルターニュ公ジャン4世）はイングランドで養育された。
この間、ローマ教皇クレメンス6世が仲介し、1343年1月19日にマレトロワで休戦協定が締結された。さらに1344年10月にアヴィニョンに各国代表を集めて講和会議を開催したが、イングランドはサリカ法を元に王位の女性継承は不可だが女系継承は可能であると主張。フランス側が了承するはずもなく会議は決裂した。

#### クレシーの戦い（1346年）・カレー攻略（1347年）

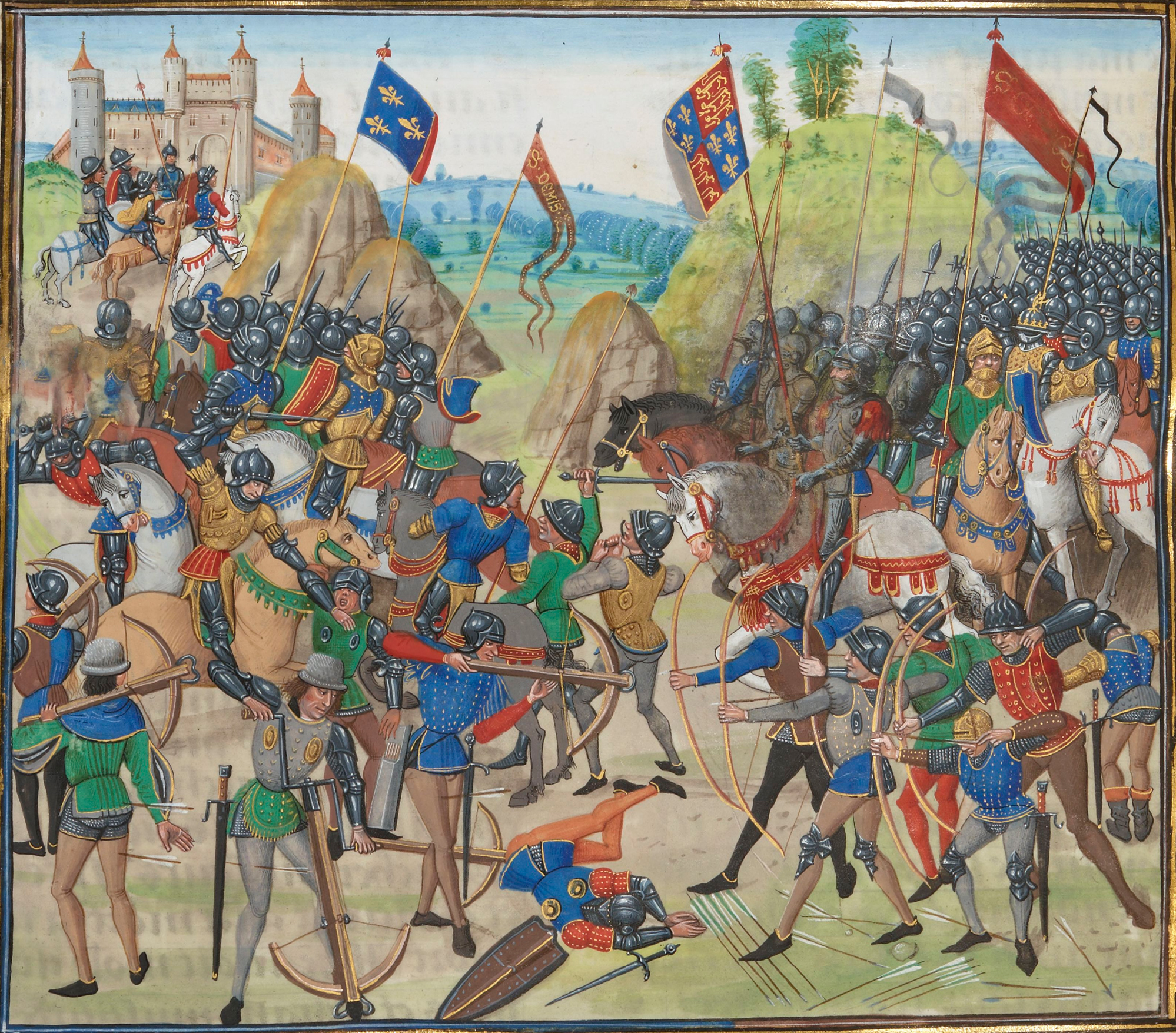
クレシーの戦い

黒死病の流行状況

アヴィニョン講和会議の決裂を受けて、エドワード3世は1345年夏にフランス遠征を計画した。自らはフランドルに上陸し、ギュイエンヌからランカスター公ヘンリーが、ブルターニュではモンフォール伯の協力を得て、三方面で攻勢を行うものであった。しかし、同盟するヤコブ・ヴァン・アルテベルデが都市間抗争で暗殺されたことからエドワード3世はフランドル上陸を中止して、代わりに翌1346年7月12日、ノルマンディーに上陸した。エドワード3世はフランス北部で放火・略奪する騎行を行い、1か月で350キロメートル以上を進撃。これに対してフィリップ6世は兵を集めてイングランド軍を追跡し、8月26日にクレシーで会戦が行われた（クレシーの戦い）。
フランス軍はイングランド軍の倍、兵2万人で攻撃した。しかし奮い立った騎士の統制がとれず、イングランド軍の長弓攻撃によりマン・アット・アームズが次々と倒され、王弟アランソン伯シャルル2世のほか、フランドル伯ルイ1世、王太子ジャン（後のジャン2世）の舅ボヘミア王ヨハンらが戦死する大敗を喫した。
さらにイングランド軍は北上。9月4日からカレーを包囲し、翌1347年8月3日に降伏させた（カレー包囲戦 (1346年-1347年)）。この間、スコットランドは「古い同盟」に基づき、フィリップ6世の要請を受けてデイヴィッド2世がイングランドに侵攻したが、1346年10月16日のネヴィルズ・クロスの戦いで大敗しデイヴィッド2世が捕虜となる。ブルターニュでも1347年6月20日のラ・ロッシュ＝デリアンの戦いでシャルル・ド・ブロワが敗北し捕虜となった。
各地で劣勢となったフィリップ6世は教皇に仲介を要請し、1347年9月28日にカレー休戦協定を締結した。こうした中、黒死病が1348年にフランス、1349年にイングランドとウエールズ、1350年にスコットランドを襲う。黒死病により、パリ市民の4分の1が、グレートブリテン島では4分の1から5分の2が死亡するなど被害甚大で両国とも戦争をする余裕がなくなり、1351年9月30日に再び休戦協定が締結された。なお1349年には、フランドル伯ルイ2世がフランドル諸都市を降伏させ、イングランドの影響力を排除することに成功している。一方、海上ではイングランドが1350年8月29日のウィンチェルシーの海戦で、フランドルを拠点にイングランド・ギュイエンヌ間の航路を脅かしていたカスティーリャ艦隊を破った。

#### ポワティエの戦い（1356年）
- ジャン2世
- エドワード黒太子
- ポワティエの戦い

1350年8月26日にフィリップ6世が死去し、9月26日にジャン2世が即位。ジャン2世は軍隊の改革に取り組み、クレシーの戦いの教訓から、新たに軽武装の騎馬戦士や長弓兵を徴用した。また、戦意高揚のため、1352年1月にガーター騎士団に対抗してエトワール騎士団（星騎士団）を創設する。
1352年春、フランス軍はブルターニュとギュイエンヌで攻撃を再開したが膠着状態となる。同年12月に教皇クレメンス6世が死去し、跡を継いだインノケンティウス6世の仲介によりギーヌで和平交渉が再開された。1353年3月に使節間の交渉でアキテーヌ、ポワトゥー、アンジュー、メーヌ、トゥーレーヌの譲渡を条件にエドワード3世がフランス王位請求権を放棄することで合意したが、ジャン2世はこれを拒絶した。
1355年9月、イングランド王太子エドワード（黒太子）がボルドーに上陸し、ナルボンヌやカルカソンヌなどへ2ヶ月に及ぶ騎行を行った（1355年の黒太子の騎行）。会戦を不可避と見たジャン2世は11月にパリでラングドイル三部会を開催し、軍隊に対する援助金（Aides、エード）を認めさせた。ただし、その代償に税金の徴収と使用が貴族・聖職者・市民各3名の管理下に置かれることになり、フランス王家は公共資金の裁量権を失うことになった。
1356年4月、ジャン2世は王太子シャルル（後のシャルル5世）に接近し不穏な動きを見せたナバラ王カルロス2世を拘束・監禁する。これに対しカルロス2世の弟フィリップ・ド・ナヴァールはイングランドに助けを求め、エドワード3世は1356年6月にランカスター公ヘンリー・オブ・グロスモントをノルマンディーに送った。ランカスター公はヴェルヌイユでジャン2世軍と対峙した後、ノルマンディーへ撤退した（1356年のランカスター公の騎行）。
ギュイエンヌからは黒太子がランカスター公との合流を目指し北上した（1356年の黒太子の騎行）が、兵力で上回るジャン2世軍が接近したため南へ引き返す。そしてポワティエ近郊に布陣しフランス軍を待ち構え、9月19日にポワティエの戦いが行われた。フランス軍はクレシーの戦いの反省からマン・アット・ア－ムズを下馬させて前進した。しかし、またもや長弓兵の攻撃で損害を負ったところを、イングランド軍のマン・アット・アームズに側面から騎兵突撃され壊滅。国王ジャン2世までもが捕虜となる大敗を再び喫した。

#### エティエンヌ・マルセルの台頭（1356年-1358年）

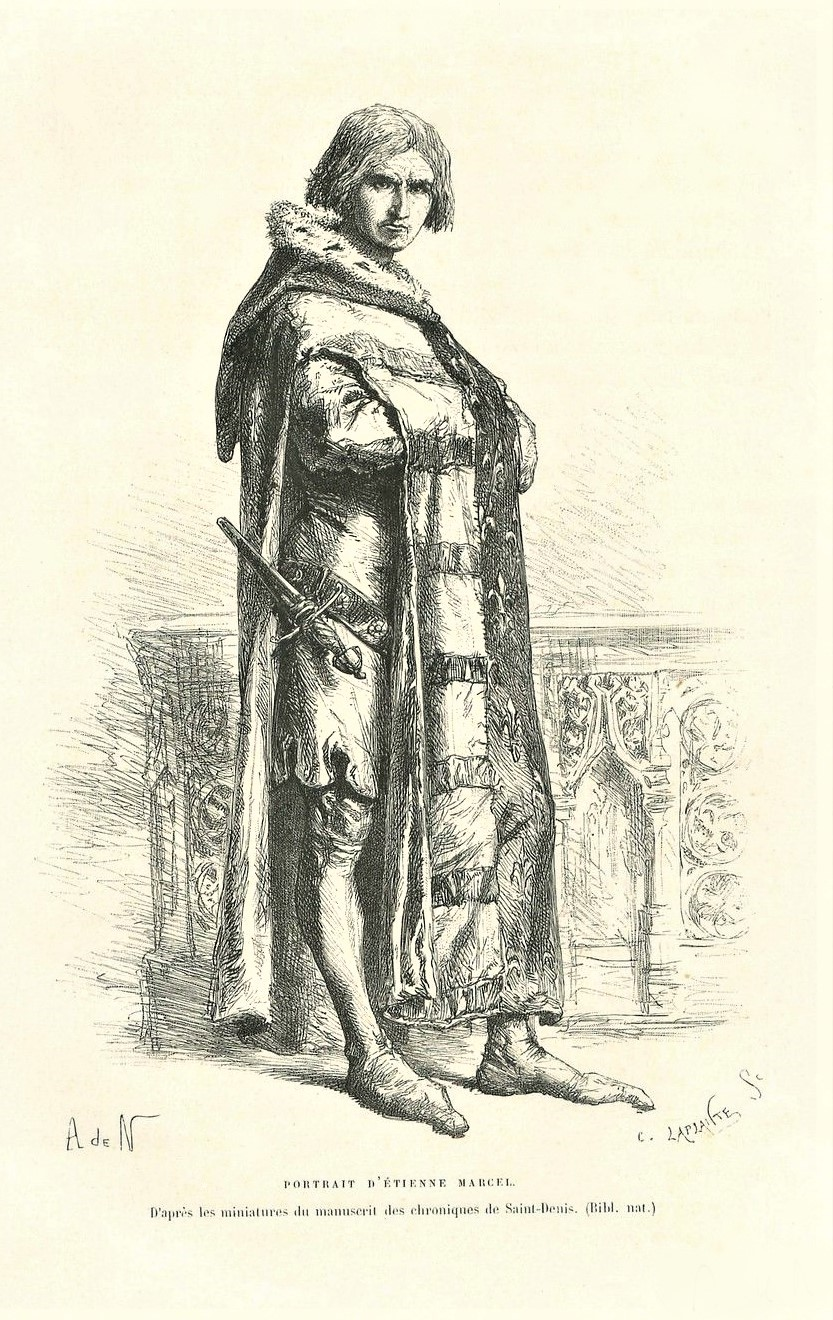
エティエンヌ・マルセル

ポワティエの戦いの後、王太子シャルルはパリに帰還し、1356年10月からパリでラングドイル三部会を開催した。しかし三部会はナバラ王カルロス2世を支持するラン司教ロベール・ル・コックとパリ商人頭エティエンヌ・マルセルに主導権を握られる。1357年3月3日には、マルセルの要求に沿った、三部会による国王顧問会の監視、税の徴収と使用の監視などからなる大王令（1357年の大王令）が出された。これに対し虜囚中のジャン2世は大王令を越権行為だとして非難したが、王太子はこれを拒絶する。そして11月9日には監禁中のカルロス2世が解放され、エティエンヌ・マルセルと結託した。
さらに、マルセルらは1358年2月22日に王太子の私邸を襲撃し、その部下を殺害。王太子は3月17日にパリを脱出した。同年5月には農民反乱であるジャックリーの乱が発生する。反乱はボーヴェから各地へ拡大したが、マルセルは反乱を短期間しか支援せず、6月末までに鎮圧された。王太子は5月にコンピエーニュで三部会を開催し、各地の支持を取り付けると、パリを包囲。これに対してマルセルはイングランド軍を引き入れようとしたが、7月31日に愛国派市民により殺害された。

#### ブレティニー条約（1360年）

ブレティニー条約締結時のフランス
条約前のイングランド支配地域
イングランドへ割譲された地域
ブルターニュ公領

英仏両国は1357年3月23日、ボルドーで2年間の休戦協定を締結。ジャン2世は5月にエドワード3世との交渉のためロンドンへ移送された。同年11月にナバラ王解放の知らせが届くと、ジャン2世は帰国するためイングランドとの講和を急ぐ。そして12月、エドワード3世にフランス南西部の領有およびブルターニュの臣従権を与え、ジャン2世の身代金を400万エキュとし、うち60万エキュを1357年11月1日までに支払う、かつ身代金完済まで人質を出すとする第1次ロンドン条約を締結した。しかし11月1日の第1回身代金支払をパリの三部会が拒否。これを受けてエドワード3世はボルドー休戦協定を破棄し、翌年春にかけてイングランド・ナバラ連合軍が放火や略奪を行った。
身代金支払いが行われなかったことに対しエドワード3世はジャン2世に更なる譲歩を求め、フランス王位請求を放棄する代わりに、トゥーレーヌ、アンジュー、メーヌ、ノルマンディー、ソンム川からカレーまでの沿岸地帯をアンジュー家へ割譲し、かつアンジュー家はフランス国王に臣従しない、そしてジャン2世の身代金は可及的速やかに支払うという内容の第2次ロンドン条約を1359年3月24日に締結した。しかし王太子は三部会を開催し、6月24日に第2次ロンドン条約の無効を宣言した。
そこでエドワード3世は実力行使に出ることとし、1359年10月28日にカレーに上陸。ランス手前まで進撃したが、フランス軍が不戦戦略を取り、次第に食糧が尽き士気も低下したため、翌1360年1月に撤退した（ランス戦役）。
その後、フランス側の提唱でブレティニーで和平交渉が行われる。1360年5月8日にブレティニー条約を取りまとめ、10月24日にカレーで条約が批准された。ブレティニー条約の概要は以下の通り。
- フランスはギュイエンヌ、カレー周辺、ポンテュー（英語版）、ギーヌ（英語版）をイングランドに割譲。その代償としてエドワード3世はフランス王位請求権を放棄。
- ジャン2世の身代金を、王室収入の2年分に相当する[130]金貨300万エキュに減額。うち60万エキュを4か月以内に支払い、残金は6年で均等払い。
- フランスはスコットランドとの、イングランドはフランドルとの同盟をそれぞれ破棄。

なお、エドワード3世のフランス王位請求権放棄の前提である領地引き渡しと軍隊撤退の最終期限は1361年11月30日であったが結局実行されず、1369年の戦争再開に至ることになる。
ジャン2世は10月末にカレーで解放された。そしてイングランドに残された人質の王族6人を解放するため、1362年11月に20万エキュが支払われ、人質がカレーに移送された。しかし1363年9月に人質の一人である次男・アンジュー公ルイが逃亡すると、ジャン2世は1364年1月にイギリスへ再渡航した。そのままジャン2世は同年4月8日にロンドンで死去し、5月19日に王太子シャルル（シャルル5世）が即位した。

### シャルル5世による領土奪回
- シャルル5世
- ベルトラン・デュ・ゲクラン

#### 税制改革と戦略転換
シャルル5世は改鋳が頻繁に行われていた通貨を安定させ、また税制強化により年間約200万フランの収入を得て、その半分を軍事費にあてた。また、1367年7月19日の王令でフランス全土に城壁や堀などの防御施設の点検と修繕を命じた。パリではフィリップ2世時代の城壁の外に拡がった市街を囲む城壁（シャルル5世の城壁）を新たに建設し、現在のバスティーユ広場やルーブル宮殿が城壁の内側となった。
そしてフランス軍は大規模な決戦を避け、機動力を持つ小部隊でイングランド軍の拠点を順次攻略する戦略を取った。フロワサール年代記によると、シャルル5世は家臣に対し5対2以上の優勢でなければ戦わないよう命じ、「領土を失うよりは、荒らされたほうがまし」と語っていた。この戦略に不満を抱く家臣もいたが、シャルル5世は戦場とパリを伝令網で結ぶことにより、各指揮官の行動を綿密にコントロールした。

#### ブルゴーニュ・ナバラ・フランドル・ブルターニュの情勢

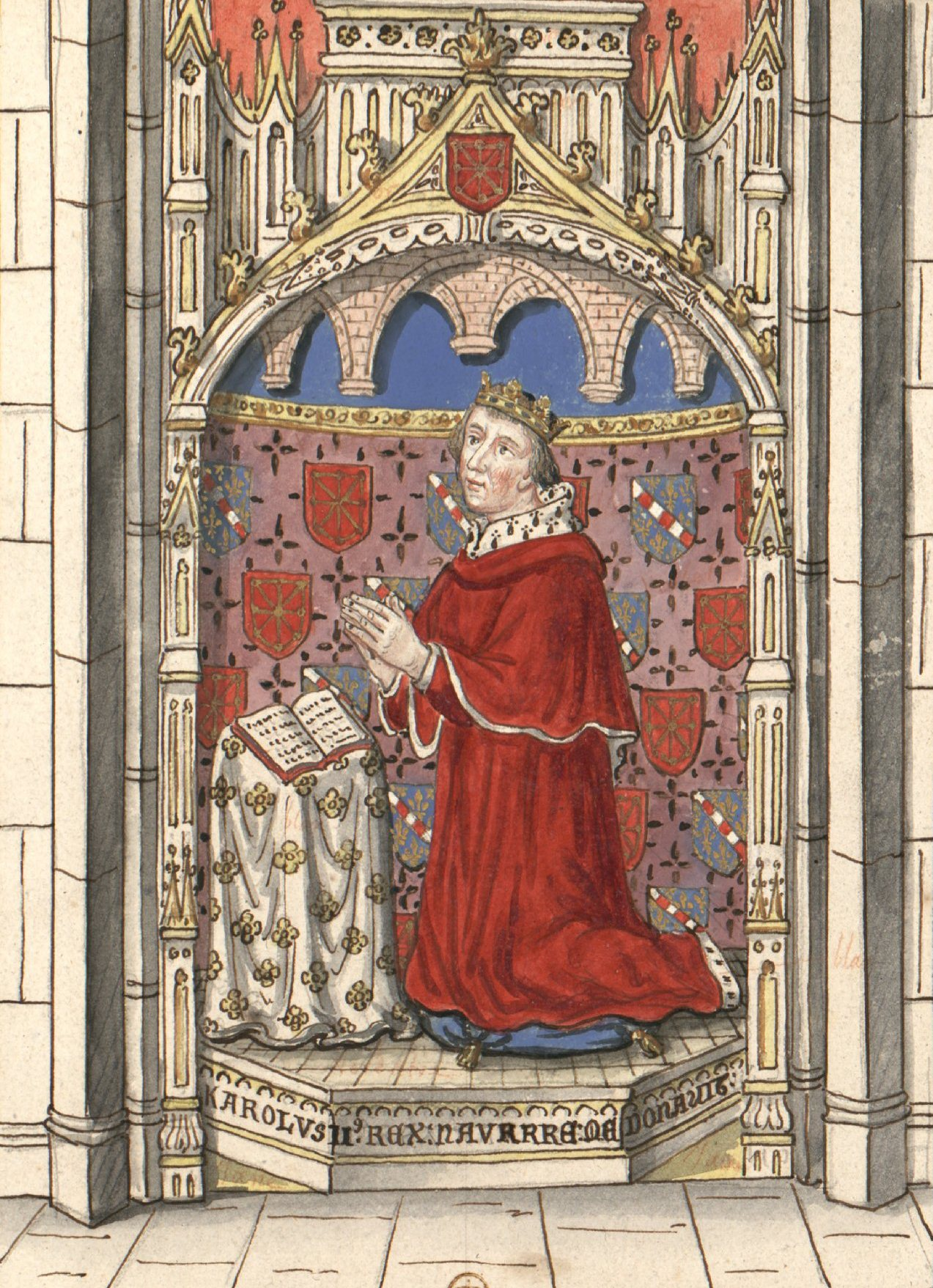
ナバラ国王カルロス2世

1361年11月21日にブルゴーニュ公フィリップ1世が跡継ぎを残さず死去。ブルゴーニュ公領はフランス王領への編入を経て、1363年にジャン2世の四男フィリップに与えられた（ブルゴーニュ公フィリップ2世）。これに対しフィリップ1世の大叔母（フランス王ルイ10世の妃マルグリット・ド・ブルゴーニュ）の孫にあたるナバラ王カルロス2世も公位を請求し、紛争が勃発する。1364年にシャルル5世がブルターニュ貴族のベルトラン・デュ・ゲクランを国王侍従に登用し対ナバラ戦の指揮を執らせると、デュ・ゲクランは5月のコシュレルの戦いでナバラ・イングランド連合軍を撃破した。カルロス2世は1365年のサン・ドニ条約でフランス王位請求を、アヴィニョン条約でブルゴーニュ公位請求を放棄し、1371年にはノルマンディーの所領についてシャルル5世に臣従礼を行った。しかし1378年にフランス・カスティーリャ両王の暗殺を含むイングランド・ブルターニュとの密約が発覚すると、カルロス2世はフランス国内の所領を没収され、カスティーリャ軍がナバラを占領。1379年のブリオレス条約で、ナバラはフランス・カスティーリャと対イングランドの恒久的軍事同盟を結ぶことになった。
フランドル伯ルイ2世は、主要産業である毛織物の原料を確保して領民の忠誠を得るため、イングランドに接近した。フランドル伯の唯一の相続人であり、アルトワ伯領やフランシュ＝コンテの相続人でもあった娘マルグリットが1361年に未亡人になると、エドワード3世は四男エドマンド（後のヨーク公）とマルグリットの結婚を提案、フランドル伯も同意した。しかしシャルル5世は、この結婚は近親婚であると教皇ウルバヌス5世に働きかけて破談させる。代わりに弟のブルゴーニュ公フィリップ2世との結婚を画策し、リールなどの城の譲渡を条件にフランドル伯も受け入れる。ブルゴーニュ公のほうが血縁関係は近かったが教皇から特免状を得て、1369年に結婚させた。
ブルターニュではシャルル・ド・ブロワと、モンフォール伯の子ジャン・ド・モンフォールとの抗争が続いており、ジャン・ド・モンフォールはイングランドの支援を受けて1362年にブルターニュに上陸しオーレを攻囲した。イングランド軍は1364年9月29日のオーレの戦いで勝利し、シャルル・ド・ブロワが戦死、フランス軍を率いるデュ・ゲクランも捕虜となった。この結果、シャルル5世は1365年4月10日に第一次ゲランド条約を締結し、ジャン・ド・モンフォールをブルターニュ公ジャン4世として承認（ブルターニュ継承戦争終結）。その代わりジャン4世に臣従礼を取らせることで、ブルターニュを勢力下においた。

#### カスティーリャ王国への介入（1365年-1369年）

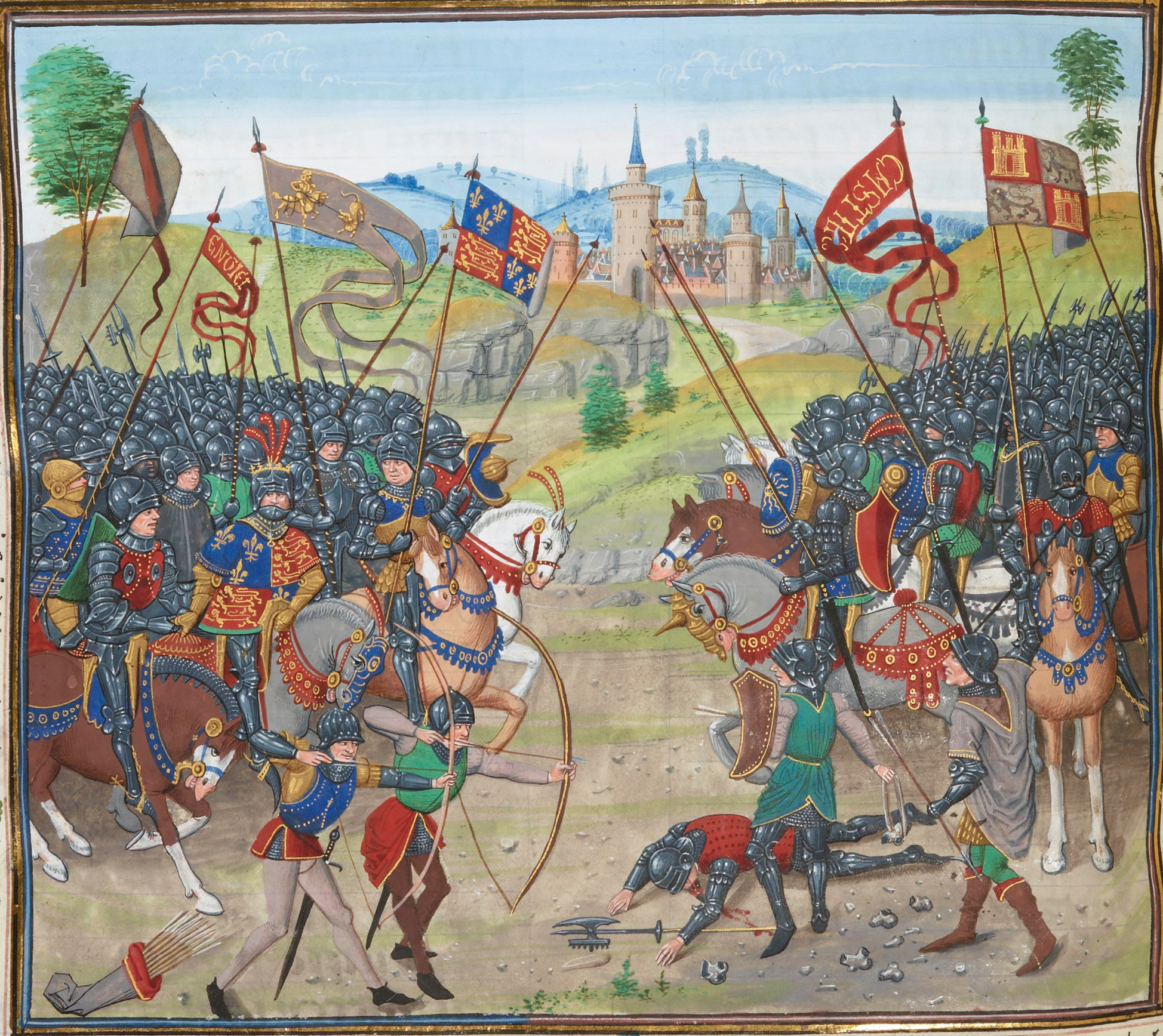
ナヘラの戦い

1362年7月19日、黒太子はフランス南西部のイングランド領を統合して創設されたアキテーヌ大公（Prince of Aquitaine）に叙され、ボルドーに宮廷を置いた。派手好きで浪費家の黒太子は重税をかけたほか、イングランド人を高収入の上位官職につけたため、それまで強権的な直接統治を受けたことのない地元民は不満を抱いた。
イベリア半島の隣国カスティーリャ王国では、1350年に即位したペドロ1世が従来の慣習や特権を無視した王権強化策を取り、ユダヤ人や下級貴族を登用。異母兄のエンリケ・デ・トラスタマラを中心とした有力貴族はペドロ1世に反発し、1354年から内乱となった。エンリケはフランスに亡命し、ラングドック総督アンジュー公ルイの保護を受ける。エンリケ派はフランスのほかペドロ1世と紛争（両ペドロ戦争）を抱えていたアラゴン王ペドロ4世と組み、ペドロ派はイングランド、ポルトガル王国、グラナダ王国と手を結んだ。
百年戦争では傭兵団（フリーカンパニー）が活用されていたが、英仏和平により失業した傭兵団はフランス各地で略奪を行い、対処が問題となっていた。シャルル5世は傭兵団を国外に追い出すため、デュ・ゲクランに傭兵団を率いらせカスティーリャへ出兵する。このとき、エンリケを支援する教皇ウルバヌス5世は、ペドロ1世軍にユダヤ人やイスラム教徒がいるとし、エンリケ軍を十字軍と位置付けた。1366年1月から3月にカスティーリャ遠征が行われ、首都ブルゴスを占領すると、エンリケがカスティーリャ王に即位した（エンリケ2世）。
王位を追われたペドロ1世はアキテーヌに逃れ、エドワード黒太子に支援を求める。1366年9月23日、黒太子、ペドロ1世、ナバラ王カルロス2世がリブルヌ条約により同盟を締結。そして黒太子軍がナバラを通過してカスティーリャへ侵攻した。黒太子は1367年4月3日のナヘラの戦いでフランス・エンリケ連合軍に勝利し、ペドロ1世が復位。しかし、ペドロ1世は黒太子に約束していたビスカヤの割譲と戦費支払を行わず、黒太子自身も疫病にかかったためギュイエンヌへ帰還した。黒太子軍が去ったことでエンリケ派は盛り返し、1369年3月14日のモンティエルの戦いに勝利してペドロ1世を殺害。カスティーリャ継承戦争を終結させた。

#### 再征服戦争（1369年-1375年）

再征服戦争の経過
フランス王領
フランス親王領（アパナージュ）
フォワ伯の支配地域
ブルターニュ公の支配地域
ナバラ王カルロス2世の支配地域
ジョン・オブ・ゴーントの騎行(1369年)
ロバート・ノールズの騎行(1370年)
ジョン・オブ・ゴーントの騎行(1373年)

黒太子はイングランド本国に対しカスティーリャ遠征の戦費を求めたが、英仏両国は公式には和平状態にあったため議会の承認を得られなかった。そこで黒太子は1368年1月にアングレームで地方三部会を招集し、盗賊対策の名目で、かまど税を承認させた。しかしアルマニャック伯ジャン1世、アルブレ卿アルノー・アマニューら地元諸侯が反発。アルマニャック伯はエドワード3世に課税に対する苦情を申し立てたが、課税撤回は期待薄のため、アンジュー公ルイとベリー公ジャンに協力を求めてパリ高等法院に訴え出る。シャルル5世が国内外の大学に照会し、訴えの受理は正当との意見を得ると、1368年6月30日にパリ高等法院は訴えの受理を断行した。
パリ高等法院は1369年5月2日を黒太子の出廷期日としたが、黒太子はこれを無視したばかりか、呼出状を持ってきた使者を殺害。そして、6月3日にはエドワード3世が再びフランス国王の称号を用い始める。シャルル5世は8月にルーアンでラングドイル三部会を開催し、塩税復活と消費税を認めさせ、11月30日にはギュイエンヌ公領の没収を宣言した。そのときには既に戦争は再開されており、アンジュー公ルイが1369年1月に南部のルエルグ、ケルシーを占領。北部では4月にポンテュー伯領の首府アブヴィルに入城した。また、実現はしなかったがイングランド侵攻も計画した。一方イングランド軍は、黒太子の弟・ランカスター公ジョン・オブ・ゴーントが騎行を行い、アルフルール攻略を目指したが失敗した。
1370年、黒太子は一時離反したものの再びイングランドになびいてきたリモージュを襲撃し、住民を虐殺する。また、北フランスではロバート・ノールズが騎行を行った。これに対しフランスは、カスティーリャから凱旋したデュ・ゲクランを1370年10月2日に王軍総司令官（Connétable de France）に任命。デュ・ゲクランはイングランド軍の騎行に対して戦闘を避け続けたが、ロバート・ノールズからの挑戦状を拒否した翌日の12月4日に、騎士道精神に反してイングランド軍の寝込みを奇襲し勝利した（ポンヴァランの戦い）。
黒太子は体調悪化のため1371年にイングランドへ帰国。アキテーヌの守備はジョン・オブ・ゴーントに任せられたが、援軍は少数しか送られなかった。
1372年にイングランドはペンブロック伯ジョン・ヘイスティングスをラ・ロシェルへの増援に送る。しかし、6月22日-23日のラ・ロシェルの海戦でカスティーリャ艦隊に壊滅させられ、ラ・ロシェルは9月8日に陥落。そしてフランス軍は同年末までにポワトゥー、サントンジュ、アングレームを奪回した。
ブルターニュ方面では、日和見していたブルターニュ公ジャン4世が1372年7月19日にイングランドと軍事同盟を結び、翌1373年3月にイングランド軍が上陸する。しかしデュ・ゲクランの反撃により、逆にフランスはブレストなどを除きブルターニュ公領の大部分を占領した。
再征服戦争によりイングランドの支配地域は、カレー周辺、ノルマンディのサン・ソーヴール城、ブルターニュのブレストほか、ボルドーを中心とするギュイエンヌのみを残すばかりとなった。しかし1374年にはフランス軍の戦力も底を尽き、戦争は膠着状態となり、1375年6月27日にブルッヘで1年間の休戦協定を締結した。その後数回の和平交渉を行ったが平和条約の締結に至らないうちに、1376年6月8日に黒太子が病死、翌1377年6月21日にはエドワード3世も死去し、7月16日に黒太子の長男リチャード2世が10歳で即位した。

#### ブルターニュ併合の頓挫（1378年-1381年）
1378年12月18日、シャルル5世はイングランドに亡命したブルターニュ公ジャン4世に対し、ブルターニュの王領併合を宣言。しかし王領併合宣言は独立心の強いブルターニュ人の反発を買い、翌1379年8月3日にジャン4世が帰還すると領民は大歓迎した。また1380年7月にはフランス軍をブルターニュから排除すべく、バッキンガム伯トマス・オブ・ウッドストックがカレーから大西洋岸へフランス国内を横断する騎行を開始。バッキンガム伯はナントに到達したものの攻略できず、ブレストに撤退した。最終的にフランスとブルターニュは1381年4月4日に第二次ゲランド条約を締結し、ブルターニュ公領におけるジャン4世の主権が確約され、王領併合は回避された。
また、南フランスで重税に対する反乱が勃発したため、シャルル5世は死の直前にかまど税を廃止し、1380年9月16日に死去。間もなく維持費がかかる常備軍も解散された。この大幅な税収減少は、その後の王権の危機に繋がることとなる。

#### フランドルへの十字軍（1382年-1383年）
アヴィニョンにあった教皇庁は1377年にローマへ帰還したが、翌1378年に教皇選出争いからローマとアヴィニョンに教会が分裂する。フランスはアヴィニョン教皇を、神聖ローマ帝国やイングランドはローマ教皇を支持した。
1379年にヘントで反乱が勃発。反乱派はヤコブ・ヴァン・アルテベルデの子フィリップ・ヴァン・アルテベルデを指導者としてローマ教皇を支持していたが、1382年にアヴィニョン教皇側のフランスが十字軍の名の下に攻撃する。イングランドの支援を得られなかったフランドル諸都市は、11月27日のローゼベーケの戦いで敗北した。これに対し同年12月6日、リチャード2世はノーウィック司教ヘンリー・デスペンサーに、アヴィニョン教皇に対する十字軍を起こすよう命ずるローマ教皇の教書を公表させた（デスペンサー十字軍）。デスペンサーは1383年5月にカレーに上陸して、数千の兵でフランドルを攻撃。イープルを包囲するが、ブルゴーニュ公フィリップ2世がデスペンサー軍を上回る軍勢を集めると撤退した。その後、ブルゴーニュ公の和解案にヘント側が応じ、1385年にトゥルネーの和約が結ばれ反乱は終息した。

### 英仏両国の混乱

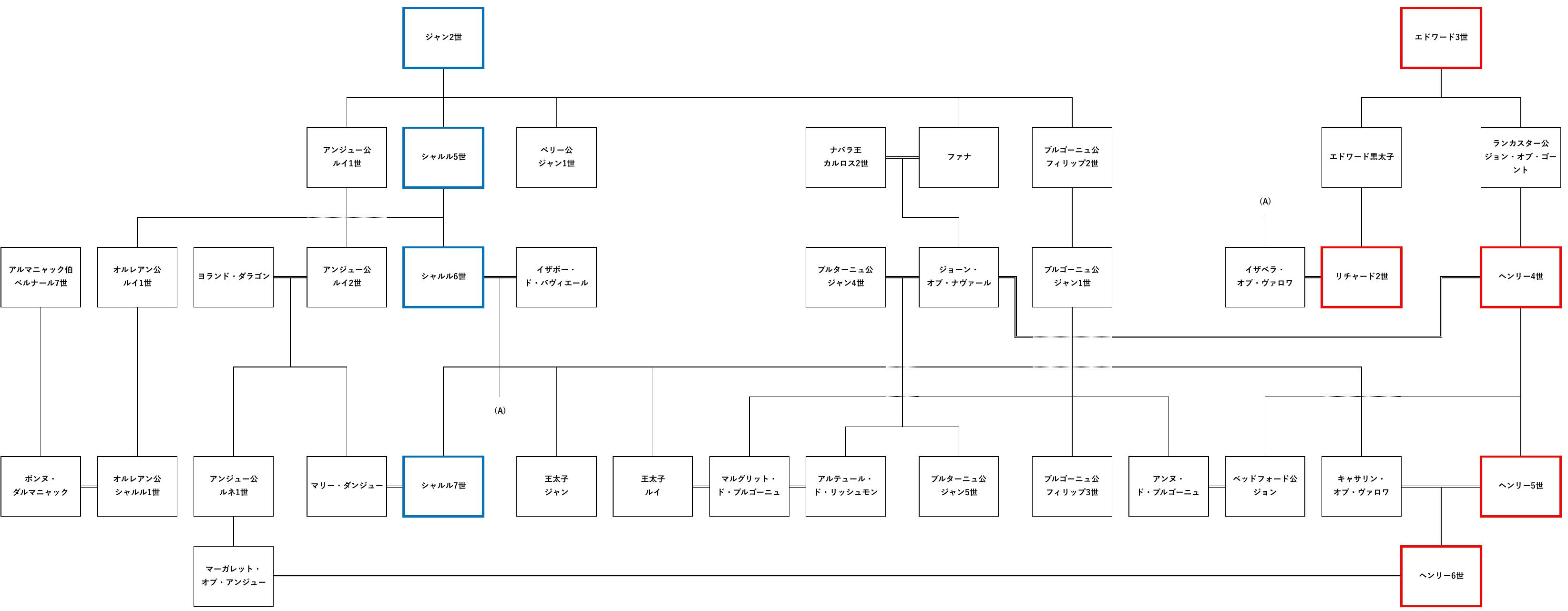
百年戦争後半の英仏両王家の家系図。青枠はフランス王、赤枠はイングランド王。

#### ルーランジャン休戦協定（1389年）
1380年にフランス王を継いだシャルル6世は即位時11歳であり、父・シャルル5世が生前に定めた通り、叔父のアンジュー公ルイ1世が摂政に就任。同じく叔父のベリー公ジャン1世とブルゴーニュ公フィリップ2世、母方の伯父ブルボン公ルイ2世も王を後見する体制が誕生した。しかし同じく後見を定められていたシャルル5世の顧問団であるマルムゼは排除された。
一方イングランドでは、軍費調達のため1377年と1379年に続き、1381年に3回目の人頭税徴収を行う。反発した民衆は一揆を起こしたが、主導者ワット・タイラーがリチャード2世との会見の場で殺害されると終息した（ワット・タイラーの乱）。一揆の鎮圧で政治の主導権を得たリチャード2世は、大貴族を遠ざけ寵臣政治を開始。商人出身のマイケル・ド・ラ・ポールをサフォーク伯に、ロバート・ド・ヴィアーをダブリン候、さらにアイルランド公に叙した。
1385年に英仏の休戦期間が終了すると、フランスはスコットランドと呼応してリースに兵を上陸させたが、スコットランド軍がイングランド軍に敗北したため撤退した。
イベリア半島では1385年にポルトガル王国がアルジュバロータの戦いでカスティーリャを破り、イングランド・ポルトガル連合が優位に立つ。元カスティーリャ王ペドロ1世の娘コンスタンスを娶っていたジョン・オブ・ゴーントは、Jure uxoris（妻の権利）によりカスティーリャ王位を請求し1386年にイベリア半島へ遠征した。
政界の重鎮であったジョン・オブ・ゴーントが遠征に出ると、リチャード2世と貴族の関係が悪化する。国王の叔父グロスター公トマス・オブ・ウッドストックを中心とする反国王派（反逆罪訴追派貴族）は、1388年2月から開かれた通称「非情議会」でリチャード2世の側近を訴追し、亡命中のサフォーク伯とアイルランド公は欠席裁判で死刑を宣告された。
対フランスでは1388年にアランデル伯がラ・ロシェルに上陸するが戦果を得ることができず、対スコットランドでもオッターバーンの戦いで敗北する。この結果、イングランドでは主戦派も和平交渉を意識するようになり、フランスでも1388年11月にシャルル6世が親政を開始し、イングランドに融和的なマルムゼを登用すると和平への機運が高まる。そして英仏両国は1389年にルーランジャン休戦協定を締結した。本協定は三度延長された後、シャルル6世の娘イザベルがリチャード2世に嫁ぐことを条件として、1396年3月9日にパリで28年間の休戦協定が結ばれた。これに伴い、1393年にシェルブール、1397年にブレストがフランスに返還された。なお、1392年にイングランドが提案した、ギュイエンヌをイングランド王家から分離してジョン・オブ・ゴーントとその子孫に与えるという案は、国益を損なうと考えたイングランド議会と直接統治を嫌うギュイエンヌの住民の反対により棄却された。

#### ランカスター朝の誕生（1399年）
- リチャード2世
- ヘンリー4世

リチャード2世は1389年5月に親政を宣言すると、帰国したジョン・オブ・ゴーントを助言者としつつ反逆罪訴追派貴族を刺激しない人事を進め、1394年にはアイルランド遠征を行った。
1397年7月、対仏和平策に反発していたグロスター公ら主戦派に対し、リチャード2世は宮廷クーデターを起こしグロスター公やアランデル伯らを逮捕。グロスター公は護送先のカレーで殺害されたとみられ、アランデル伯は処刑された。ジョン・オブ・ゴーントの長男ダービー伯ヘンリー・ボリングブルックも1398年に国外追放となるが、翌1399年2月にジョン・オブ・ゴーントが死去。ダービー伯は相続のため帰国を申し出たが、リチャード2世はダービー伯の追放を終身に変え、ランカスター家の財産を没収する。この行為は他の地主貴族にも脅威であり、リチャード2世を見限る決定打となった。
1399年5月からリチャード2世はアイルランド遠征を行うが、その隙にダービー伯がブリテン島に上陸。彼の下に反国王派貴族が集まり、アイルランドから戻ったリチャード2世を捕らえた。9月30日に議会でリチャード2世の廃位が決議され、ダービー伯がヘンリー4世として即位する。リチャード2世はポンテフラクト城に幽閉され、翌1400年2月14日に死去した。ヘンリー4世は国内の反ランカスター派を抑えることを優先して1400年5月18日にフランスと休戦協定を確認し、1404年春までの暫定的休戦となった。そしてリチャード2世妃イザベルはフランスへ送還された。

#### アルマニャック派とブルゴーニュ派の抗争（1407年-1435年）
- シャルル6世
- オルレアン公ルイ
- ブルゴーニュ公ジャン1世

1388年に親政を開始したシャルル6世は1392年に精神錯乱を起こし、王弟オルレアン公ルイがアンジュー公に代わり摂政に就いた。ブルゴーニュ公がフランドルでの対英貿易を重視し親イングランドであったのに対し、南フランスに多くの所領を持つオルレアン公はギュイエンヌなどへの進出を図りイングランドと対立しており、利害が相反していた。こうした中、フランス政府内では、ブルゴーニュ公とベリー公が休戦を主導する一方、主戦派のオルレアン公は戦争再開を主張して、ガスコーニュで住民蜂起を扇動したり、ヘンリー4世へ挑戦状を送りつけたりした。そして1400年に蜂起したウェールズ君侯オワイン・グリンドゥールと1404年7月14日に軍事同盟を締結する。フランスは1405年にウェールズへ派兵したが、イングランドに敗北し遠征は失敗に終わった。
1405年から1406年にかけてブルゴーニュ派は、イザボー王妃とオルレアン公が国庫の流用を行い、かつ不倫関係にあるなどの噂をまき散らすが、クリスティーヌ・ド・ピザンは、これらの誹謗中傷が平和を脅かすと批判した。
1406年には、オルレアン公がギュイエンヌ遠征を行い、ブルゴーニュ公ジャン1世がカレーを包囲した。しかしブルゴーニュ公はオルレアン派の政府によりパリへ呼び戻され、オルレアン公の遠征も失敗に終わる。その間、オルレアン公はブルターニュ公ジャン5世と同盟を結んだ。
1407年11月23日、死産直後のイザボー王妃を見舞ったオルレアン公が帰宅途中に暗殺される。ブルゴーニュ公は王宮の顧問会で暗殺指示を自白すると、自領フランドルへ逃亡した。
反ブルゴーニュ派はオルレアン公を継いだシャルルの下に結集し、シャルルの岳父アルマニャック伯ベルナール7世を軍司令官としてアルマニャック派を形成する。
イザボー王妃、ベリー公、アンジュー公が仲介し、1409年5月9日、アルマニャック・ブルゴーニュ両派はシャルトルの和約を締結。和約により、王太子ルイとブルゴーニュ公の娘マルグリットとの結婚が承認され、同年12月27日の王令でブルゴーニュ公が王太子の後見人となることが定められた。シャルル6世は1410年夏に正気を取り戻すと王族諸侯が私兵を集めることを禁止し、11月2日にアルマニャック・ブルゴーニュ両派にビセートルの和約を締結させた。しかし、その一週間後に王の病状が再び悪化すると和約は反故にされ、ブルゴーニュ派が政権を握り続けた。
アルマニャック派は、1411年7月にブルゴーニュ公に挑戦状を送りつける。これに対しブルゴーニュ公は、同年9月にノルマンディー遠征への協力やフランドルの都市譲渡をイングランドに提案。またアルマニャック派もイングランドの支援を得るため、1412年2月にアキテーヌ奪還の協力とヘンリー4世への臣従礼を約束した。イングランド政府内ではノルマンディーとアキテーヌ、どちらを重視するか競合していたが、同年5月、ヘンリー4世はアルマニャック派への支援を決定する。慌てたブルゴーニュ公はアルマニャック派を説得し、8月22日に両派ともイングランドと同盟しないことを誓う。しかし、すでにクラレンス公トマス率いるイングランド軍がノルマンディーに上陸しており、アルマニャック派はイングランドに対し撤退の賠償金支払いを余儀なくされた。
1413年、課税のためパリでラングドイル三部会が開かれたが、三部会はブルゴーニュ公が支援するパリ市民とパリ大学の代表らが大勢を占める。彼らの政府改革や人事刷新などの要求は次第に激化し、5月27日には指導者シモン・カボシュの名を取ったカボシャン勅令を出させ、国王にすら罷免権の無い改革委員会にほとんど無制限の権力が与えられることになる（カボシャン蜂起）。これに対して宮廷はアルマニャック派に接近し、8月にはパリの支配を回復する。ブルゴーニュ公や蜂起の指導者たちはブルゴーニュ公領へ退去、カボシャン勅令も廃棄された。

### イングランド・フランス二重王国

#### アジャンクールの戦い（1415年）

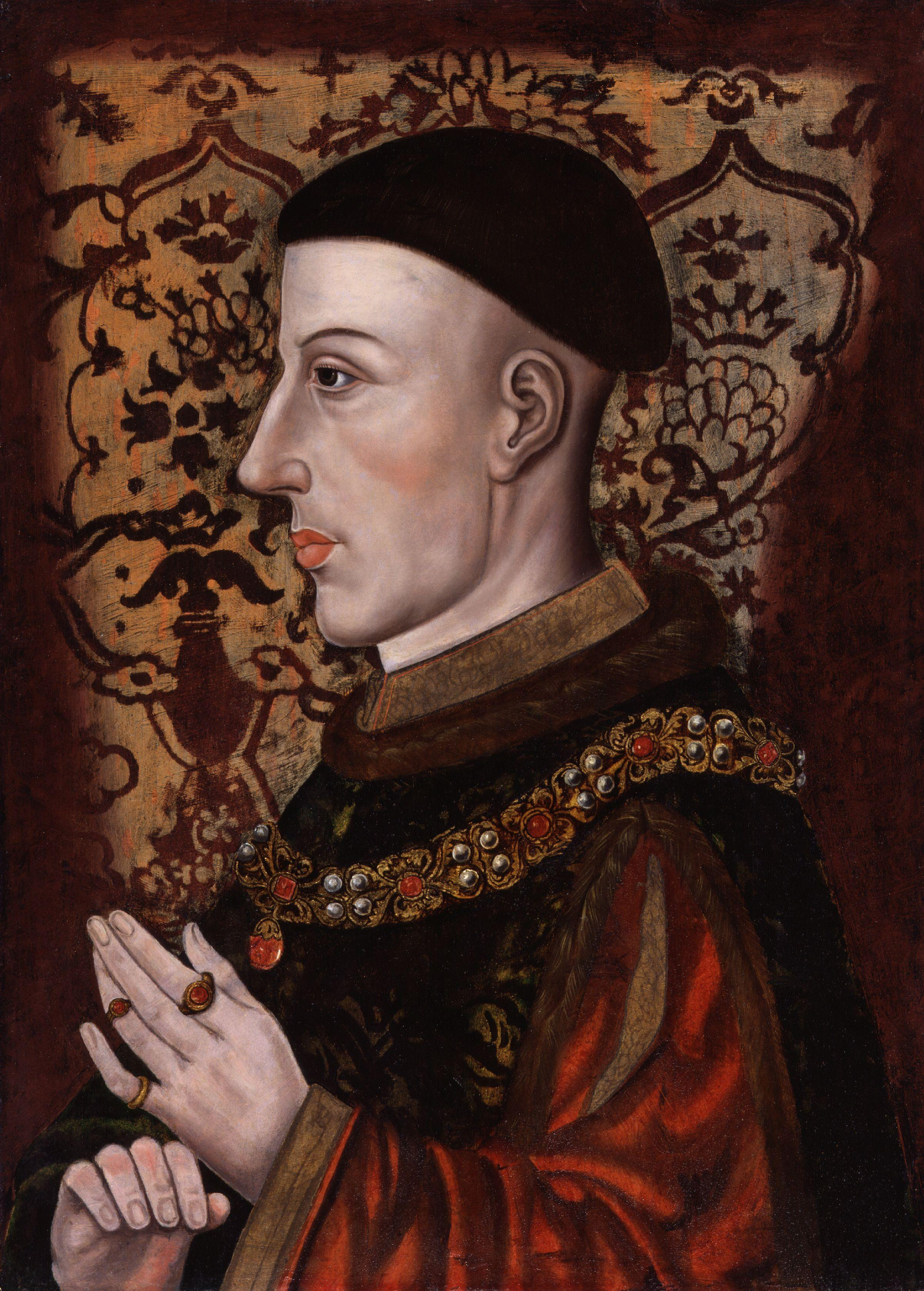
ヘンリー5世

1413年3月20日にヘンリー4世が死去し、ヘンリー5世が即位。ヘンリー5世はイングランドとの同盟を望むアルマニャック派・ブルゴーニュ派双方に対する要求をエスカレートさせた。11月にはイングランド議会でヘンリー5世のフランスにおける権利回復が宣言され、戦争再開に向かう。1415年6月にアルマニャック派がイングランドと交渉に臨むが、フランス王位を要求するイングランドに対して、フランス側がヘンリー4世の王位簒奪を持ち出しランカスター家の正統性に疑問を投げかけたことから交渉決裂し、ヘンリー5世は戦争を決意する。
ヘンリー5世のイングランド出発直前に国王暗殺計画（サウザンプトン陰謀事件）が発覚するが、1415年8月14日にノルマンディーのシェフ・ド・コーに上陸。アルフルールを1ヶ月間の攻城戦の末、9月22日に占領した。しかし攻城戦での損耗が酷く、イングランド軍はカレーへ向かった。これに対してアルマニャック派は兵を集めて追撃し、10月25日、アジャンクールの戦いが行われる。
3倍の戦力を有するフランス軍であったが、ぬかるんだ地面の中、長弓の一斉射撃を受けて大混乱となったところをイングランド兵に殺戮された。フランス軍は、王軍総司令官のドルー伯シャルル1世やアランソン公ジャン1世らが戦死したほか、ブーシコー元帥やオルレアン公らが捕虜となる大敗北となった。ヘンリー5世は11月23日にロンドンに凱旋し、英雄として迎えられた。
フランスでは、ブルゴーニュ公を義父に持つ王太子ギュイエンヌ公ルイが敗戦後の収拾に努めたが、12月18日に急死。続いてトゥーレーヌ公ジャンが王太子となるが政治力に欠け、ブルゴーニュ・アルマニャック両派に対し中立に立つ。アルマニャック伯は兵を率いて12月29日にパリに到着、王軍総司令官に就いて政権を掌握した。
翌1416年には、教会大分裂の終結を目指すハンガリー王ジギスムント（後に神聖ローマ皇帝）が調停交渉に乗り出し、英仏両国を訪問する。しかしフランス政府内では和平に積極的なベリー公と戦争続行を求めるアルマニャック伯の足並みが揃わず、ジギスムントは同年8月15日にイングランドとカンタベリー条約で対仏同盟を結んだ。
ヘンリー5世は1417年に2回目のフランス遠征に乗り出す。今回は従来と異なり、騎行ではなくノルマンディーの征服を目指すものであった。1418年7月31日から首府ルーアンの包囲を開始し、翌1419年1月19日に降伏させ、ノルマンディーを支配下においた。

#### トロワ条約（1420年）
- イザボー王妃
- ブルゴーニュ公フィリップ3世
- ヘンリー6世

トロワ条約以降の勢力範囲。青：フランス、赤：イングランド、紫：ブルゴーニュ。星は主な戦場。

イザボー王妃は1416年に宮廷を追放されトゥールの修道院に隠棲していたが、1417年にブルゴーニュ公と手を結び、トロワに臨時政府を樹立する。そしてブルゴーニュ派は1418年5月29日、市民の内通によりパリを制圧した。アルマニャック伯が殺害され、王太子シャルル（後のシャルル7世）はブールジュへ逃れた。
ノルマンディーを支配下に置いたイングランド軍は東へ向かった。1419年7月31日にポントワーズが陥落してパリに脅威が直接及ぶ事態に至り、ようやくアルマニャック・ブルゴーニュ両派は歩み寄ろうとした。しかし、9月10日にモントローの橋で行われた王太子とブルゴーニュ公の会見の場で、王太子派がブルゴーニュ公を暗殺する。跡を継いだブルゴーニュ公フィリップ3世はイングランドに接近し、12月2日にヘンリー5世へフランス王位の譲渡も約した同盟を締結した。これに対し王太子は反イングランド・ブルゴーニュ勢力を結集して、ブルゴーニュ公が支配していたラングドック地方に進軍し、その勢力を排除した。
1420年5月21日にイングランドとブルゴーニュ派、フランス王室（シャルル6世の代理としてイザボー王妃が署名）は、トロワ条約を締結した。条約の概要は以下の通り。
- シャルル6世の王位を終生認め、ヘンリー5世が摂政に就く。
- シャルル6世の娘カトリーヌとヘンリー5世の婚姻により、ヘンリー5世がシャルル6世の「息子」となり、その子孫がフランス王位継承権を得る（イングランド・フランス二重王国）。
- 英仏両国はそれぞれの法制度が維持される。
- 「自称王太子」シャルルは、ブルゴーニュ公暗殺などの罪により訴追される。

1420年12月に開催されたラングドイル全国三部会でトロワ条約が承認されるなど、戦乱続きで平和を求める北フランスの市民は好意的に受け入れたが、王太子派および党派抗争に無関係な地方の市民は反発した。また、条約は諸外国にも通知された。親イングランドの神聖ローマ帝国は賛同したものの、王太子の外交努力により、ローマ教皇マルティヌス5世は拒絶、スコットランドやカスティーリャもトロワ条約を承認しなかった。
ヘンリー5世は王太子派が支配するパリ南東のムーラン、モントロー、サンスを占領し、1420年12月1日にパリへ入城。そして翌1421年2月にイングランドに帰国した。イングランド国内ではトロワ条約によりフランスに従属することになるのではないかという懸念が広まり、イングランド議会はヘンリー5世に対し、議会会期中はイングランドに滞在すること、議会の請願はフランスではなくイングランドで処理することを要求している。
1421年3月22日にはボージェの戦いでイングランド軍が敗北し、王弟クラレンス公が戦死。ヘンリー5世は1421年6月から3度目のフランス遠征を行ったが、翌1422年5月に赤痢にかかり、8月31日に急死する。そして10月21日にはシャルル6世も死去した。両王の死により、前年に生まれたばかりのヘンリー6世がイングランド王兼フランス王に即位。しかし政務を執れないため、ヘンリー6世の叔父ベッドフォード公ジョンが摂政としてフランスを、グロスター公ハンフリーが護国卿となりイングランドを統治することとなった。
一方、王太子は10月30日にフランス王シャルル7世を名乗った。シャルル7世は宮廷を城から城へ移したが、度々ブールジュにいたため「ブールジュの王」と揶揄された。

### フランスの勝利

#### オルレアン包囲戦（1428年-1429年）・シャルル7世の戴冠（1429年）
- シャルル7世
- ジャンヌ・ダルク

イングランド・ブルゴーニュ・ブルターニュは、1423年4月13日に軍事同盟を結ぶ（アミアン条約）。そして、ブルゴーニュ公の姉で王太子ルイの妃であったマルグリットがブルターニュ公ジャン5世の弟アルテュール・ド・リッシュモンと、妹アンヌがベッドフォード公とそれぞれ政略結婚を行った。シャルル7世側はスコットランドからの援軍を受けたが、1423年7月31日のクラヴァンの戦いと翌1424年8月17日のヴェルヌイユの戦いで、いずれもイングランド軍に敗北した。イングランド軍はさらに1427年までにメーヌ、アンジューの大半を占領し、ロワール川流域に進出した。
主戦派のソールズベリー伯トマスが率いるイングランド軍は、1428年10月12日にオルレアンの包囲を開始する。ソールズベリー伯は11月に戦死したが、イングランド軍は包囲を続行。これに対しフランス軍は1429年2月12日にイングランド軍の補給隊を攻撃したが惨敗する（ニシンの戦い）。
その頃、オルレアンを解放してシャルル7世をランスで戴冠させると預言する娘ジャンヌ・ダルクが、フランス東部辺境のドンレミからシノン城にいたシャルル7世を訪れる。3週間の審問の後、ジャンヌは増援兵を与えられて4月29日にオルレアンへ入城し、ジャン・ド・デュノワ（後にデュノワ伯）ら守備隊と合流。ジャンヌらが5月4日から7日にかけて次々と包囲砦を攻略すると、イングランド軍は5月8日に撤退した（オルレアン包囲戦）。
オルレアンを解囲したフランス軍はアランソン公ジャン2世を司令官としてジャルジョーなどを攻略。6月18日のパテーの戦いでイングランド軍に勝利し、ロワール川流域を制圧した（ロワール戦役 (1429年)）。
次いでフランス軍はジアンに大軍を集結させると、シャルル7世の戴冠を行うため、6月29日にランスへ出発した（ランスへの進軍）。イングランド勢力下のイル・ド・フランスを避けて、オセール、トロワを経由し、7月16日にランスに入城。翌7月17日にノートルダム大聖堂で戴冠式を行った。その後、フランス軍はサン＝ドニに布陣し、8月28日にブルゴーニュ公と休戦協定を締結すると、9月8日にパリを攻撃したが失敗に終わる（パリ包囲戦 (1429年)）。長期の包囲戦を行う装備等が不足していたことから、シャルル7世は攻撃中止しジアンへ戻り、9月21日に軍を解散させた。
その後ジャンヌは1430年5月にコンピエーニュ包囲戦の救援に向かったが、5月23日にブルゴーニュ派のジャン・ド・リュクサンブールの部下に捕らえられた。そしてイングランドに引き渡されたが、シャルル7世はジャンヌの釈放に動かず、ジャンヌは異端審問を経て1431年5月30日にルーアンで火刑になった（ジャンヌ・ダルク処刑裁判）。
オルレアン包囲戦の失敗はイングランド首脳部に危機感をもたらした。この事態を打開するため、シャルル7世派が支配するランスでの戴冠を断念して、ヘンリー6世は1431年12月16日に、パリのノートルダム大聖堂で叔父のヘンリー・ボーフォート枢機卿による戴冠式を行った。しかしこの戴冠式にブルゴーニュ公は参列せず、ランスではなくパリで、しかもイングランド風で行われた戴冠式にはパリ市民も不満を抱いた。

#### アラスの和約（1435年）・パリ奪還（1436年）
イングランドとブルゴーニュは、かねてより低地地方の領土争いおよび経済面で対立しており、ブルゴーニュ公は1422年から王太子派との交渉を再開していた。
1424年に王太子は、義母であるアンジュー公妃ヨランド・ダラゴンの仲介でブルターニュ公ジャン5世と交渉を行い、ブルターニュ公の弟アルテュール・ド・リッシュモンを王軍総司令官にする条件で自軍に引き入れる。また、1425年1月には王太子派・ブルゴーニュ・ブルターニュの三者会談を行った。
1431年12月13日、ローマ教皇の仲介によりリールでシャルル7世とブルゴーニュ公が6年間の休戦を結ぶ。そして翌1432年にブルゴーニュ公の妹であるベッドフォード公妃アンヌが亡くなると、イングランドとブルゴーニュの関係が弱体化する。
1433年に即位した神聖ローマ皇帝ジギスムントは帝国領を脅かすブルゴーニュを警戒し、1434年にシャルル7世と同盟。
1435年8月、フランス・イングランド・ブルゴーニュの代表がアラスに集まり和平会議を開催した。しかし英仏両国は互いに相手の所領を認める代わりに自国王への臣従を要求し交渉は決裂、9月6日にイングランド使節団が会議から離脱する。ルーアンで療養中のベッドフォード公が死去した直後の9月21日、フランス・ブルゴーニュ間でアラスの和約が締結された。
フランス軍は1435年にディエップとアルフルールを奪回し、1436年2月にはポントワーズほかイル・ド・フランスの都市を占領。その頃パリでは物価上昇によりイングランドへの不満が高まっていた。リッシュモンが4月10日にサン＝ドニに布陣すると、4月13日にパリ市内で内通者が蜂起し、リッシュモンも総攻撃をかけパリを奪還した（パリ包囲戦 (1435年-1436年)）。
ブルゴーニュ公のほうはカレー攻略を図ったが失敗に終わる（カレー包囲戦 (1436年)）。その後、ブルゴーニュ公はブルッヘで起こった反乱を1438年に鎮圧するとイングランドとの和解に動き、1439年2月にカレー協定を結び休戦した。

#### フランスの軍制改革とプラグリーの乱（1440年）
シャルル7世はアラスの和約の後に解雇され略奪を行っていた兵隊くずれ（皮剥ぎ団）に対処するため、1439年11月2日の王令で貴族の軍隊保持と徴税を禁止し、王が課税を独占し国王軍として兵士を雇うことを定めた。しかしこの軍制改革は貴族の反発を買い、1440年2月には、ブルボン公シャルル、アランソン公、デュノワ伯ジャン、王太子ルイ（後のルイ11世）らが反乱を起こした（プラグリーの乱）。反乱は半年たたずに鎮圧されたが、軍制改革は先送りされた。その後、1445年1月5日の布告で常備軍である王令部隊（Compagnie d'ordonnance）を創設。そして従来の自警団を再編し、予備歩兵部隊である自由弓兵隊（francs-archers）を編成した。また、本隊とともに移動し、攻城戦や会戦で砲撃を行う砲兵隊も作られた。

#### トゥール休戦協定（1444年）
イングランドでは1437年にヘンリー6世が親政を開始。イングランドはノルマンディーの支配維持のため植民を続けていたが、フランス駐留部隊の負担は増える一方であり、本国議会は駐留部隊や城塞の維持費の支出を渋った。そして、グロスター公ハンフリーを中心とする主戦派とヘンリー・ボーフォート枢機卿を中心とする和平派が対立するようになる。主戦派のフランス国王総代行官ヨーク公リチャードに対抗するため、ヘンリー・ボーフォートの甥であるサマセット公ジョン・ボーフォートが1443年にアキテーヌ国王代行官兼隊長となる。フランスでの所領を望むサマセット公はノルマンディーに上陸し騎行を行ったが成果を挙げられずに終わった。
そのころ十字軍遠征を計画していたローマ教皇エウゲニウス4世はフランスに講和を促し、英仏両国は1444年5月28日にトゥールで22か月間の休戦協定（後に1449年まで延長）を締結する。この協定に基づきシャルル7世の姪マルグリット・ダンジューがヘンリー6世に嫁いだ。ヘンリー6世は1446年4月までにメーヌを返還するとの書簡を送るが、これに対し、主戦派のグロスター公がフランスへの降伏だとして和平派を批判したほか、現地駐留の隊長達も反対。その結果、返還時期は2年以上も先延ばしされた。

#### イングランドの大陸領土喪失（1449年-1453年）
- フォルミニーの戦い
- カスティヨンの戦い

1446年春にフランス国王総代行官のヨーク公が更迭され、ドーゼット候エドムンド（1448年に第2代サマセット公となる）が後任に就く。なお、この人事は両者の確執を招き薔薇戦争の遠因となる。さらに和平派の中心になっていたサフォーク候ウィリアム・ド・ラ・ポール（1448年に公爵となる）はグロスター公が国王廃位を企んでいるとして弾劾し、グロスター公は1447年2月に逮捕され、直後に死去する。
フランス軍はメーヌの首府ル・マン郊外に陣を張り、イングランドもノルマンディーとブルターニュの境界に兵を集めたが、ブルターニュ公フランソワ1世から非難を受ける。この機にフランス軍は攻撃を行い1448年3月15日にル・マンを奪回。メーヌ返還を推進してきたイングランドの和平派は力を失い、戦闘再開の気運が高まる。そして1449年3月24日に、ヴェルヌイユのイングランド守備隊長でアラゴン人のフランソワ・ド・シュリエンヌが、ブルターニュ公の所領であるフージェールを占領すると、シャルル7世はトゥール休戦協定を破棄した。
1449年8月、シャルル7世はノルマンディー遠征を開始。東からウー伯とサン＝ポル伯ルイ、中央から王令部隊長デュノワ伯ジャン、西からブルターニュ公とリッシュモンが攻め込んだ。フランス軍は8月25日にヴェルヌイユを攻略し、イングランドはノルマンディの首府ルーアンに後退し、シュルーズベリー伯ジョン・タルボットの下で守りを固めた。しかしルーアン市内で親フランス市民が暴動を起すとサマセット公は明け渡しに同意し、11月2日にシャルル7世がルーアンに入城した（ルーアン包囲戦 (1449年)）。これに対しヘンリー6世は1450年3月にトーマス・キリエル率いる増援をシェルブールへ送ったが、4月15日のフォルミニーの戦いで大敗する。そしてフランス軍は7月1日にカーン、8月12日にシェルブールを占領して、ノルマンディー全土を奪回した。この結果にイングランド国内はパニック状態となり、和平派のサフォーク公は国外追放処分を受け、低地地方へ向かう途中で暗殺された。
フランス軍は続いてギュイエンヌへ向かい、1451年春からデュノワ伯とクレルモン伯ジャン、砲兵隊長のジャン・ビュローが陸海から攻め込んだ。イングランドからの援軍が無い中、6月19日にボルドー、8月20日にはバイヨンヌも陥落し、ギュイエンヌ全土が初めてフランス王の直接統治下に入った。
ボルドーの降伏から1年後、イングランドが兵を集めていると知ったシャルル7世は大西洋岸の防備を固め、その財源として、新たな課税は行わないとする降伏文書に反してボルドー市民からも人頭税を徴収した。ボルドー市民は新税を撤回させることができず、イングランドと通じ蜂起する。イングランドはタルボットをガスコーニュ総代行官に任命して兵を送り、タルボットは10月23日にボルドーを奪回した。しかし翌1453年7月17日にフランス軍がカスティヨンの戦いで大勝し、タルボットは戦死。8月にヘンリー6世が精神疾患を発症する中、10月19日に再びボルドーは降伏した（ボルドー包囲戦 (1453年)）。

## その後

### ジャンヌ・ダルク復権裁判（1450年-1456年）
ノルマンディー奪回を果たしたシャルル7世は、1450年2月、側近のギヨーム・ブイエ（Guillaume Bouillé）にジャンヌ・ダルクの異端裁判と処刑について調査を命じた。1451年からは教皇特使のギヨーム・デストゥトヴィル（1453年からルーアン大司教）も調査に加わり、1455年11月7日に異端裁判の再審理が開始される。そして1456年7月7日、ルーアン大司教公邸でジャンヌの異端判決が破棄された。この復権裁判は政治的性格を有するもので、ジャンヌの異端を無効にすることにより、彼女が仕えたシャルル7世の権威を間接的に回復させることが目的であった。なお、すでにアルマニャック・ブルゴーニュ両派が和解していたことから、異端裁判に関わったブルゴーニュ派とパリ大学は責任を問われなかった。

### 英仏関係
1453年のボルドー降伏後もイングランドが大陸侵攻を行う可能性は消えておらず、1457年には遠征隊がラ・ロシェルを攻撃した。
1455年にイングランドで薔薇戦争が勃発すると、ランカスター家はヘンリー6世妃マルグリットの本家筋であるフランス王家に、それに対抗してヨーク家はブルゴーニュ公に接近した。1470年にはルイ11世がイングランドへ派兵し、幽閉されていたヘンリー6世を解放・復位させる。しかし、ブルゴーニュへ逃亡したエドワード4世は1471年にブルゴーニュ公シャルルの支援を受けてグレートブリテン島に帰還し、ヘンリー6世を破り復位した。
エドワード4世は、ブルゴーニュ公からフランス王国全土の譲渡提案と大陸侵攻の要請を受けて、1475年にフランス遠征を行った。エドワード4世は戴冠式を行うためランスへ向かったが、ロレーヌ奪取を目論むブルゴーニュ公が合流しないため、英仏両国はブルゴーニュ抜きに和平交渉を開始。フランスの賠償金支払とフランス王太子シャルル（後のシャルル8世）とエドワード4世の娘エリザベスの婚約を条件として、1475年8月29日にピキニー休戦条約を締結した。ブルゴーニュ公シャルルは1477年に男子後継者のないままナンシーの戦いで戦死し、ブルゴーニュ公領はルイ11世に占領される。そしてヨーク家がブルゴーニュ公の支援を失ったことで薔薇戦争は終息に向かい、テューダー朝が誕生した。
1489年から1492年にかけてヘンリー7世が、ブルターニュ公領の王領併合に介入して北フランスに侵攻する。これに対しシャルル8世は多額の賠償金を提示し、11月3日、英仏両国はエタープル平和条約を締結し、ヘンリー7世とシャルル8世の存命中の戦闘禁止を定めた。本条約で定められた賠償金の支払を巡る紛争は16世紀前半まで続いたが、イングランド王のフランスへの領土要求は事実上放棄された。その後、イングランドはメアリー1世とスペイン王フェリペ2世の婚姻を通じて第六次イタリア戦争に巻き込まれ、1558年に最後の大陸領土カレーを失う（カレー包囲戦 (1558年)）。しかし歴代のイングランド王は1801年の合同法発効まで、「フランス王」の称号とフルール・ド・リスの紋章を使い続けた。

## 百年戦争の影響

### 国家意識の形成
近年の研究では、百年戦争をイングランドとフランスという二つの国家間の戦争と捉えていない。むしろ戦争の結果として、国境と愛国心を持った二つの国家が誕生したとされている。現在の「国境」に近い、ある土地では一人の王の支配権しか行使されないという概念は、13世紀末以降の英仏で誕生したものである。そしてフランスではイングランド大陸領との境界をfrontièreと呼び始め、これが「フロンティア」の語源となった。
百年戦争は、開戦直後には「フランス王」と「イングランド王」の個人間の争いと認識されていた。しかし戦争中に締結された条約では、1360年のプレティニー・カレー条約は国王とともに「二つの王国」が当事者となり、1396年のパリ休戦協定では、国王、王国のほか「臣民」が当事者に加わった。その後、1420年のトロワ条約では当事者が「二つの王国」へ一本化され、百年戦争の最終盤においては、少なくともフランスでは「フランス人」と「イングランド人」の戦争と認識されていた。そして1454年の王令で「敵イングランド人」と公式に記載された。
城戸毅は百年戦争を、もつれあい絡み合ったイングランドとフランスの関係を一刀両断に切り離す外科的大手術であったと評し、佐藤猛は、「フランス王国の支配をめぐる戦いであると同時に、その一地方の独立をめぐる戦いであった」としている。

### 英語とフランス語それぞれの統一
フランスでは14世紀末以降、文筆家がイングランド人の習慣や気質を誹謗する著作を行い、祖国愛を語り始めた。これらを通じて、パリ地方の方言がラングドイル（北仏語）やラングドック（南仏語）のほか各地の言葉を陵駕し、フランス語の統一が進んだ。イングランドでも、王や貴族など上級階級はフランス語と現地の言葉が融合したアングロ＝ノルマン語を用いていた。しかし14世紀になると、統治機関の発達やアイルランド語・ウェールズ語との融合、フランスとの戦争を背景に、ロンドン地方の方言を核とした英語が発達した。そしてリチャード2世が英語を母語とする最初の国王となり、ヘンリー5世の時代には英語が公用語となった。

### 軍事面の変化

#### イングランドのシステム
13世紀末の、起伏が多く騎兵が活用できないウェールズにおけるゲリラとの戦いで、イングランド軍では歩兵や長弓兵が活躍した。それまで射出兵器はクロスボウが主流であったが、長弓はその5、6倍の速度で矢を撃つことができ、400ヤード先でも殺傷力がある点が優れていた。その後、イングランド軍はスコットランドとの戦いで、下馬した重装騎士の側面に長弓兵を並べ、大量の矢で敵を圧倒するという「イングランドのシステム」を確立し、1346年のクレシーの戦いで大勝利を収めた。1420年代になると他国も「イングランドのシステム」を模倣し、大砲の発達も相まってイングランドの優位は失われる。そして15世紀半ばになると、フランスやブルゴーニュは槍兵や弓兵、手銃兵を組み合わせた柔軟な軍隊を組織したが、対照的にイングランドは古い戦術に固執し続けた。15世紀までに、重装騎士は金がかかるものの戦場では役に立たないことが明白となる。そしてフランスではアジャンクールでの大敗北を受けて、騎士が戦いを単なる財産獲得の手段としてしか考えていなかったなどの批判も生まれた。

#### 大砲の使用

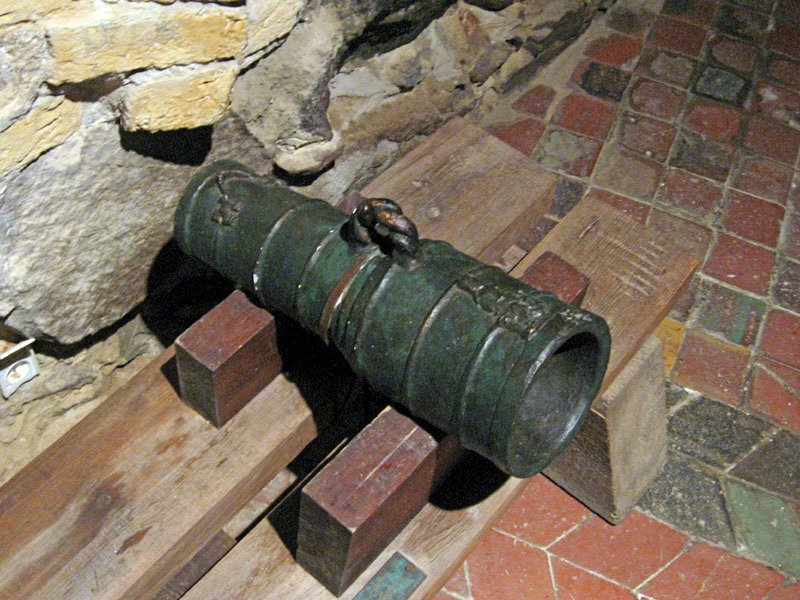
15世紀初頭の大砲

12世紀以来、ヨーロッパの築城術は著しく進歩し、これに対抗して城壁を破壊するため大砲が用いられるようになった。しかし初期の大砲は巨大な石弾をそのまま飛ばすもので、1346年のクレシーの戦いでも使用されたが威力に乏しく、人間や動物、城壁に対し脅威とならなかった。その後、1360年から1370年以降、西ヨーロッパの各勢力は大砲を保有するようになる。そして14世紀末には精度と連射力を補うため巨大な投石砲が一世を風靡した。大砲は1425年からの25年間で改良が進み、元込め式、事前に装填できる着脱式の砲尾薬室、火薬の改善、鋼鉄弾、砲身の伸長、といった改良により連射力や威力が増加した。また小型化されたことで運搬が容易になった。1450年から1453年のフランス軍の攻勢では、フォルミニーの戦いで大砲2門の支援を得てイングランド軍に勝利し、城壁に対して集中砲火を行い戦果を挙げている。

## 百年戦争を題材にした作品

### 映画
- 『ROCK YOU!』2001年/アメリカ
- 『タイムライン』2003年/アメリカ

### 漫画
- 『純潔のマリア』（石川雅之）
- 『ホークウッド』（トミイ大塚）
- 『ガーター騎士団-Splendour of King』『リチャード二世-Splendour of king』『ガーター騎士団 -Knights of the Garter-』（蒲生総）

### ライトノベル
- 『ユリシーズ ジャンヌ・ダルクと錬金の騎士』(春日みかげ)

### ゲーム
- 『BLADESTORM 百年戦争』
- ゲームジャーナル第8号『英仏百年戦争』 - シミュレーションジャーナル
- PSPソフト『ジャンヌ,ダルク』
- 『百年戦記 ユーロ・ヒストリア』